# Lewis Martin (Schauspieler)

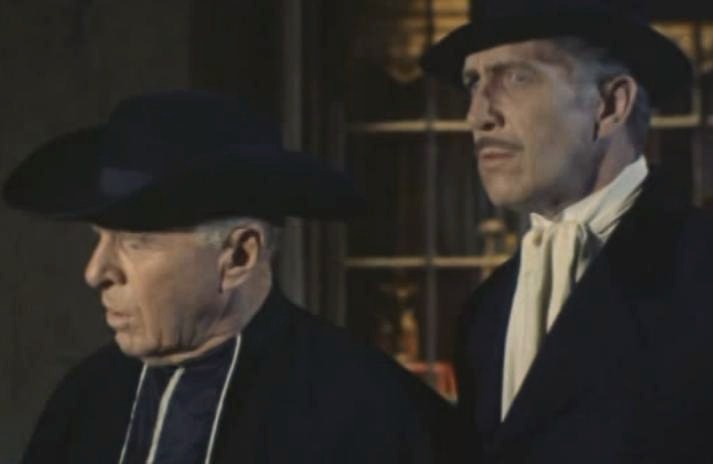
Lewis Martin

Lewis Martin (* 1. November 1894 in San Francisco, Kalifornien; † 21. Februar 1969 in Los Angeles, Kalifornien) war ein US-amerikanischer Schauspieler.

## Leben und Karriere
Lewis Martin machte sein Debüt am Broadway im Jahre 1925 mit dem Stück Lucky Sam McCarver. Seine Karriere dort erwies sich als lang und erfolgreich, insgesamt trat er bis 1950 in 16 Produktionen auf. Erst ab dem Jahre 1949 absolvierte Martin erste Auftritte in Film und Fernsehen. Meistens verkörperte er in kleineren Nebenrollen respektabel erscheinende Figuren wie Priester, Militärkommandeure, Polizisten, Journalisten und Doktoren. Er war in fast allen Genres tätig, zu seinen bekanntesten Filmen zählen Reporter des Satans, Kampf der Welten, Der Hofnarr und Tagebuch eines Mörders.
In den 1960er-Jahren spielte Martin überwiegend in Fernsehserien. So war er in den Serien Der Zweite Mann, Mister Ed, Tarzan und Perry Mason in Gastrollen zu sehen. Martins letzter Film war Tagebuch eines Mörders, in welchem er eine Nebenrolle als Pfarrer übernahm. Nach seinen Auftritten in zwei Folgen der Tarzan-Serie beendete Martin seine Schauspielkarriere im Jahre 1967. Er starb am 21. Februar 1969 in Los Angeles an einem Herzinfarkt.

## Filmografie (Auswahl)
- 1950: The Blazing Sun
- 1951: Unternehmen Seeadler (Operation Pacific)
- 1951: Reporter des Satans (Ace in the Hole)
- 1951: Der große Zug nach Santa Fé (Cattle Drive)
- 1951: Trommeln im tiefen Süden (Drums in the Deep South)
- 1951: Das Herz einer Mutter (The Blue Veil)
- 1952: Gefährten des Grauens (The Wild North)
- 1952: Endstation Mars (Red Planet Mars)
- 1952: Maskierte Herzen (Sudden Fear)
- 1952: Engelsgesicht (Angel Face)
- 1953: Kampf der Welten (The War of the Worlds)
- 1953: Pony-Express (Pony Express)
- 1953: Houdini, der König des Varieté (Houdini)
- 1953: Brennpunkt Algier (Fort Algiers)
- 1953: Sittenpolizei (Vice Squad)
- 1953: Unschuldig gejagt (No Escape)
- 1953: Die Bestie der Wildnis (Arrowhead)
- 1953: Der Tolpatsch (The Caddy)
- 1954: Die Lachbombe (Knock on Wood)
- 1954: Zeugin des Mordes (Witness to Murder)
- 1954: Verwegene Landung (Men of the Fighting Lady)
- 1954: Das Narbengesicht (Cry Vengeance)
- 1955: Komödiantenkinder (The Seven Little Foys)
- 1955: Der Hofnarr (The Court Jester)
- 1956: Der Mann, der zuviel wusste (The Man Who Knew Too Much)
- 1956: Noch heute sollst du hängen (Star in the Dust)
- 1956: Das Herz eines Millionärs (These Wilder Years)
- 1956: Tödlicher Skandal (Slander)
- 1957: Im Schatten der Schlinge (The Last Stagecoach West)
- 1958: Maverick (Fernsehserie, Folge 1x16)+
- 1958: Der Teufel holt sie alle (Badman’s Country)
- 1958: Peter Gunn (Fernsehserie, Folge 1x10)
- 1959: The Real McCoys (Fernsehserie, Folge 3x03)
- 1959: Die Sommerinsel (A Summer Place)
- 1959: Dennis, Geschichten eines Lausbuben (Dennis the Menace, Fernsehserie, Folge 1x07)
- 1959: Fury (Fernsehserie, Folge 5x11)
- 1959–1962: Have Gun – Will Travel (Fernsehserie, 3 Folgen)
- 1960–1963: Perry Mason (Fernsehserie, 4 Folgen)
- 1961: The Runaway
- 1962: Mr. Ed (Mister Ed, Fernsehserie, Folge 3x05)
- 1963: Tagebuch eines Mörders (Diary of a Madman)
- 1964: Meine drei Söhne (My Three Sons, Fernsehserie, Folge 5x07)
- 1967: Tarzan (Fernsehserie, 2 Folgen)